# Segunda División de Chile 1981
El Campeonato Nacional de Fútbol de Segunda División de 1981 fue el 30° torneo disputado de la segunda categoría del fútbol profesional chileno, con la participación de 22 equipos. 
El torneo se jugó en dos ruedas con un sistema de todos-contra-todos.
El campeón del torneo fue Deportes Arica, que consiguió el ascenso a Primera División.

## Movimientos divisionales
| Pos | a Primera División de Chile 1981 |
| --- | -------------------------------- |
| 1º  | San Luis (Campeón)               |
| 2º  | Ñublense                         |
| 3º  | Deportes La Serena               |

| Pos | Descendido desde Primera División de Chile 1980 |
| --- | ----------------------------------------------- |
| 1º  | Green Cross-Temuco                              |
| 2º  | Santiago Wanderers                              |
| 3º  | Lota Schwager                                   |
| 4º  | Coquimbo Unido                                  |
| 5º  | Aviación                                        |

| Pos | Descendido a Tercera División de Chile 1981 |
| --- | ------------------------------------------- |
| 1º  | Independiente                               |
| 2º  | Curicó Unido                                |

## Equipos participantes
| Equipo               | Ciudad                       |
| -------------------- | ---------------------------- |
| Cobresal             | El Salvador                  |
| Colchagua            | San Fernando                 |
| Coquimbo Unido       | Coquimbo                     |
| Deportes Antofagasta | Antofagasta                  |
| Deportes Arica       | Arica                        |
| Deportes Aviación    | El Bosque, Santiago de Chile |
| Deportes Linares     | Linares                      |
| Deportes Ovalle      | Ovalle                       |
| Green Cross Temuco   | Temuco                       |
| Huachipato           | Talcahuano                   |
| Iberia               | Los Ángeles                  |
| Lota Schwager        | Coronel                      |
| Malleco Unido        | Angol                        |
| Rangers              | Talca                        |
| Regional Atacama     | Copiapó                      |
| San Antonio Unido    | San Antonio                  |
| Santiago Morning     | Recoleta                     |
| Santiago Wanderers   | Valparaíso                   |
| Talagante Ferro      | Talagante                    |
| Trasandino           | Los Andes                    |
| Unión La Calera      | La Calera                    |
| Unión San Felipe     | San Felipe                   |

## Tabla de posiciones
| Pos | Equipo                   | PJ | PG | PE | PP | GF | GC | Dif | Bono | Pts |
| --- | ------------------------ | -- | -- | -- | -- | -- | -- | --- | ---- | --- |
| 1   | Deportes Arica           | 42 | 20 | 12 | 10 | 66 | 53 | 13  | 2    | 54  |
| 2   | Santiago Morning         | 42 | 18 | 16 | 8  | 75 | 63 | 12  | 1    | 53  |
| 3   | Deportes Aviación (*)    | 42 | 20 | 12 | 10 | 68 | 42 | 26  | -    | 52  |
| 4   | Regional Atacama (*)     | 42 | 20 | 11 | 11 | 66 | 46 | 20  | -    | 51  |
| 5   | Rangers (*)              | 42 | 18 | 13 | 11 | 65 | 53 | 12  | -    | 49  |
| 6   | Coquimbo Unido (*)       | 42 | 19 | 11 | 12 | 52 | 44 | 8   | -    | 49  |
| 7   | Deportes Antofagasta (*) | 42 | 18 | 12 | 12 | 68 | 62 | 6   | -    | 48  |
| 8   | Deportes Linares         | 42 | 20 | 6  | 16 | 72 | 57 | 15  | 1    | 47  |
| 9   | Trasandino               | 42 | 19 | 7  | 16 | 56 | 52 | 4   | 1    | 46  |
| 10  | Cobresal                 | 42 | 15 | 13 | 14 | 80 | 60 | 20  | -    | 43  |
| 11  | Huachipato               | 42 | 16 | 11 | 15 | 71 | 59 | 12  | -    | 43  |
| 12  | Unión La Calera          | 42 | 14 | 14 | 14 | 67 | 61 | 6   | -    | 42  |
| 13  | Talagante Ferro          | 42 | 14 | 14 | 14 | 43 | 39 | 4   | -    | 42  |
| 14  | Lota Schwager            | 42 | 15 | 12 | 15 | 48 | 52 | -4  | -    | 42  |
| 15  | Green Cross-Temuco       | 42 | 12 | 14 | 16 | 50 | 54 | -4  | -    | 38  |
| 16  | Santiago Wanderers       | 42 | 15 | 7  | 20 | 48 | 63 | -15 | -    | 37  |
| 17  | Iberia Biobío            | 42 | 10 | 14 | 18 | 45 | 58 | -13 | -    | 34  |
| 18  | Deportes Ovalle          | 42 | 12 | 10 | 20 | 42 | 56 | -14 | -    | 34  |
| 19  | Malleco Unido            | 42 | 12 | 9  | 21 | 49 | 68 | -19 | -    | 33  |
| 20  | San Antonio Unido        | 42 | 8  | 15 | 19 | 46 | 68 | -22 | -    | 31  |
| 21  | Colchagua                | 42 | 7  | 17 | 18 | 40 | 77 | -37 | -    | 31  |
| 22  | Unión San Felipe (*)     | 42 | 8  | 14 | 20 | 45 | 75 | -30 | -    | 30  |

PJ=Partidos jugados; PG=Partidos ganados; PE=Partidos empatados; PP=Partidos perdidos; GF=Goles a favor; GC=Goles en contra; Dif=Diferencia de gol; Bono=Bono por Copa Polla Gol; Pts=Puntos

|  | Campeón. Asciende a Primera División |
|  | Asciende a Primera División          |
|  | Clasifica a la Liguilla de promoción |
|  | Desciende a Tercera División         |

### Receso de Aviación y Modificación de Ascensos
Luego de finalizar el torneo, el club de Deportes Aviación entró en receso indefinido. Dado que al terminar tercero en la tabla tenía derecho a ascender a Primera División, su cupo fue otorgado a Rangers que terminó quinto y debía disputar la Liguilla de Promoción. A su vez, el cupo de Rangers en la liguilla fue cedido a Antofagasta (séptimo en la tabla). Finalmente, Unión San Felipe no descendió a Tercera División pues mantuvo el cupo dejado por el receso de Aviación.

## Liguilla de Promoción
Los 4 equipos que participaron en esa liguilla, tenían que jugar en una sola sede, en este caso en Antofagasta y lo disputaron en un formato de todos contra todos en 3 partidos. Los 2 ganadores jugarán en Primera División para el año 1982, mientras que los 2 perdedores jugarán en Segunda División para el mismo año mencionado. Lo curioso de esta liguilla, es que Deportes Antofagasta jugó esta Liguilla en su propia casa, pero no logró el objetivo de ascender.
| Pos | Equipo               | PJ | PG | PE | PP | GF | GC | Dif | Pts |
| --- | -------------------- | -- | -- | -- | -- | -- | -- | --- | --- |
| 1   | Palestino            | 3  | 2  | 1  | 0  | 4  | 2  | 2   | 5   |
| 2   | Deportes Iquique     | 3  | 1  | 2  | 0  | 7  | 6  | 1   | 4   |
| 3   | Deportes Antofagasta | 3  | 0  | 2  | 1  | 4  | 5  | -1  | 2   |
| 4   | Coquimbo Unido       | 3  | 0  | 1  | 2  | 4  | 6  | -2  | 1   |

PJ=Partidos jugados; PG=Partidos ganados; PE=Partidos empatados; PP=Partidos perdidos; GF=Goles a favor; GC=Goles en contra; Dif=Diferencia de gol; Pts=Puntos
|  | Jugarán en Primera División de Chile 1982 |
|  | Jugarán en Segunda División de Chile 1982 |

1º Fecha
| 30 de enero de 1982 | Palestino    | 1 : 1 | Deportes Iquique | Estadio Regional, Antofagasta                             |                                                           |
|                     | Arturo Salah |       | Nelson Pedetti   | Asistencia: 23.457 espectadores Árbitro(s): Enrique Marín | Asistencia: 23.457 espectadores Árbitro(s): Enrique Marín |

| 30 de enero de 1982 | Deportes Antofagasta | 1 : 1 | Coquimbo Unido  | Estadio Regional, Antofagasta                              |                                                            |
|                     | Eduardo Lobos        |       | Julio Dinamarca | Asistencia: 23.457 espectadores Árbitro(s): Néstor Mondría | Asistencia: 23.457 espectadores Árbitro(s): Néstor Mondría |

2º Fecha
| 3 de febrero de 1982 | Palestino           | 1 : 0 | Coquimbo Unido | Estadio Regional, Antofagasta                                 |                                                               |
|                      | Edgardo Fuentes 69' |       |                | Asistencia: 18.540 espectadores Árbitro(s): Hernán Silva Arce | Asistencia: 18.540 espectadores Árbitro(s): Hernán Silva Arce |

| 3 de febrero de 1982 | Deportes Antofagasta                | 2 : 2 | Deportes Iquique                         | Estadio Regional, Antofagasta                                   |                                                                 |
|                      | Eduardo Lobos 8' · Ángel Bustos 60' |       | Hugo Solís 18' · Víctor Hugo Saravia 64' | Asistencia: 18.540 espectadores Árbitro(s): Carlos Robles Mella | Asistencia: 18.540 espectadores Árbitro(s): Carlos Robles Mella |

3º Fecha
| 6 de febrero de 1982 | Deportes Iquique                                                                   | 4 : 3 | Coquimbo Unido                                           | Estadio Regional, Antofagasta                             |                                                           |
|                      | Arturo Jáuregui 17' · Wilfredo Arriaza 37' · Fidel Dávila 43' · Nelson Pedetti 77' |       | Rogelio Farías 40' · Vergara 69' · Camilo Benzi 86' (p.) | Asistencia: 25.553 espectadores Árbitro(s): Enrique Marín | Asistencia: 25.553 espectadores Árbitro(s): Enrique Marín |

| 6 de febrero de 1982 | Palestino                            | 2 : 1 | Deportes Antofagasta | Estadio Regional, Antofagasta                                 |                                                               |
|                      | Alfredo Arias 83' · Rodney Anley 85' |       | Navid Contreras 5'   | Asistencia: 25.553 espectadores Árbitro(s): Hernán Silva Arce | Asistencia: 25.553 espectadores Árbitro(s): Hernán Silva Arce |

- Palestino y Deportes Iquique se mantienen en la Primera División para el año 1982. En tanto, Deportes Antofagasta y Coquimbo Unido se mantienen en la Segunda División, para la misma temporada mencionada.